# Muddovy ženy
Muddovy ženy (v anglickém originále Mudd's Women) je v šestý díl první řady seriálu Star Trek. Byl vysílán poprvé 13. října 1966 a představuje postavu Harcourta Fentona Mudda, který se následně vyskytuje i v epizodě Já, Mudd.

## Příběh
USS Enterprise pronásleduje malé plavidlo, které se z neznámých důvodů snaží upláchnout do pásu asteroidů. Kapitán Kirk musí nechat kolem malé lodi zvednout štíty Enterprise, čímž poškodí obvody a lithiové krystaly. Posádku neznámého plavidla se podaří transportovat na poslední chvíli a ukazuje se, že kapitánem je obchodník Harcourt Fenton Mudd a jeho nákladem 3 krásné dívky – Ruth Bonaventureová, Magda Kovacsová a Eve McHuronová. Pan Spock upozorňuje kapitána, že celá loď je závislá na jediném krystalu lithia a je třeba nabrat směr na těžařskou kolonii Rigel XII, kde jsou lithiové doly.
Při výslechu se ukazuje, že Mudd jenom stěží mluví pravdu a musí k ní být donucen počítačem. Jejich cesta údajně směřuje na opačnou stranu galaxie, kde má trojice dívek najít své nové muže. Mudd je obviněn z řízení lodi bez licence a plavbu bez identifikačního signálu. Během výslechu je poškozen i poslední krystal lithia a Enterprise dolétá na Rigel XII s impulsním pohonem. Henry Mudd má plán, že dívky vymění s horníky na Rigel XII za vládu nad Enterprise, která na orbitální dráze vydrží už jenom 3 dny. Navíc se ukazuje, že Ruth, Magda i Eve nejsou překrásné od přírody, ale za pomoci zvláštních pilulek, které je vždy na určitý čas promění v krasavice. Eve navíc protestuje proti tomuto životu, ale pilulku si nakonec bere. Při transportu na povrch planety si trojice horníků odvádí dívky, ale Eve posléze utíká do příchozí magnetické bouře.
Pomocí senzorů se Eve podaří najít a ta zůstává s jedním z horníků. Ten ale později zjišťuje, že dívka není po určité době tak krásná jako na původně a chce ji Muddovi vrátit. Kirk dá Eve placebo pilulku a horníkům vysvětluje, že jsou takové, jaké jsou. Ti mu následně dají potřebné krystaly lithia a Mudd bude předveden před soud. Kirk mu pouze slibuje, že předstoupí jako svědek, z čehož není Mudd příliš nadšen.